# 第16回全国高等学校バスケットボール選抜優勝大会
第16回全国高等学校バスケットボール選抜優勝大会（だい16かい ぜんこくこうとうがっこう―せんばつゆうしょうたいかい）は、1986年3月26日から30日まで代々木第二体育館、学習院大学体育館、成城高校体育館、世田谷学園高校体育館で開催された全国高等学校バスケットボール選抜優勝大会である。男子は福岡大学附属大濠が初優勝、女子は昭和学院が2年ぶり4回目の優勝を達成。

## 出場校
| ブロック | 都道府県 | 男子             | 男子           | 都道府県 | 女子                 | 女子           |
| ブロック | 都道府県 | 出場校           | 出場回数       | 都道府県 | 出場校               | 出場回数       |
| -------- | -------- | ---------------- | -------------- | -------- | -------------------- | -------------- |
| 北海道   | 北海道   | 札幌光星         | 初出場         | 北海道   | 札幌静修             | 2年連続8回目   |
| 東北1    | 秋田県   | 秋田工業         | 2年ぶり2回目   | 秋田県   | 秋田経済法科大学附属 | 3年ぶり5回目   |
| 東北2    | 青森県   | 十和田工業       | 初出場         | 青森県   | 弘前実業             | 初出場         |
| 関東1    | 神奈川県 | 相模工業大学附属 | 2年ぶり13回目  | 千葉県   | 昭和学院             | 8年連続12回目  |
| 関東2    | 茨城県   | 土浦日本大学     | 12年連続14回目 | 栃木県   | 宇都宮女子商業       | 2年ぶり10回目  |
| 関東3    | 千葉県   | 市立柏           | 初出場         | 茨城県   | 日立女子             | 7年ぶり7回目   |
| 関東3    | 群馬県   | 高崎商業         | 2年連続2回目   | 埼玉県   | 浦和西               | 初出場         |
| 東京都1  | 東京都   | 京北             | 16年連続16回目 | 東京都   | 明星学園             | 2年ぶり6回目   |
| 東京都2  | 東京都   | 関東             | 5年ぶり3回目   | 東京都   | 東亜学園             | 3年連続6回目   |
| 北陸     | 福井県   | 北陸             | 7年連続8回目   | 石川県   | 中島                 | 2年連続3回目   |
| 信越     | 長野県   | 長野吉田         | 初出場         | 長野県   | 豊科                 | 初出場         |
| 東海1    | 静岡県   | 興誠             | 2年ぶり5回目   | 愛知県   | 名古屋短期大学付属   | 3年連続3回目   |
| 東海2    | 愛知県   | 愛知工業大学名電 | 2年ぶり10回目  | 静岡県   | 浜松南               | 初出場         |
| 東海3    | 岐阜県   | 岐阜農林         | 5年連続12回目  | 愛知県   | 星城                 | 3年ぶり6回目   |
| 近畿1    | 京都府   | 洛南             | 2年ぶり11回目  | 兵庫県   | 甲子園学院           | 4年連続6回目   |
| 近畿2    | 大阪府   | 大阪商業         | 2年ぶり2回目   | 大阪府   | 薫英                 | 4年連続8回目   |
| 近畿3    | 滋賀県   | 八幡工業         | 3年連続3回目   | 京都府   | 明徳商業             | 2年連続2回目   |
| 中国1    | 山口県   | 下松             | 初出場         | 山口県   | 長府                 | 2年ぶり4回目   |
| 中国2    | 山口県   | 豊浦             | 初出場         | 広島県   | 市立広島商業         | 4年ぶり3回目   |
| 四国     | 愛媛県   | 松山城南         | 初出場         | 愛媛県   | 済美                 | 2年連続5回目   |
| 九州1    | 福岡県   | 福岡大学附属大濠 | 13年連続13回目 | 福岡県   | 中村学園女子         | 7年連続7回目   |
| 九州2    | 沖縄県   | 興南             | 3年ぶり4回目   | 大分県   | 藤蔭                 | 2年連続4回目   |
| 推薦1    | 秋田県   | 能代工業         | 16年連続16回目 | 東京都   | 東京成徳短期大学附属 | 15年連続15回目 |
| 推薦2    | 北海道   | 東海大学第四     | 2年連続11回目  | 宮崎県   | 小林                 | 6年ぶり5回目   |

## 試合結果

### 男子
1回戦
- 岐阜農林 64 - 62 札幌光星
- 市立柏 75 - 74 松山城南
- 土浦日本大学 75 - 73 愛知工業大学名電
- 関東 80 - 73 豊浦

- 興南 80 - 58 大阪商業
- 長野吉田 91 - 53 十和田工業
- 高崎商業 77 - 64 下松
- 秋田工業 80 - 52 八幡工業

2回戦
- 能代工業 95 - 72 岐阜農林
- 洛南 75 - 54 市立柏
- 福岡大学附属大濠 99 - 61 土浦日本大学
- 北陸 77 - 70 関東

- 興南 62 - 60 相模工業大学附属
- 興誠 83 - 75 長野吉田
- 東海大学第四 102 - 69 高崎商業
- 京北 99 - 54 秋田工業

準々決勝
- 福岡大学附属大濠 91 - 69 北陸
- 興南 77 - 68 興誠
- 京北 80 - 66 東海大学第四
- 洛南 78 - 73 能代工業

準決勝
- 福岡大学附属大濠 68 - 66 洛南
- 興南 70 - 68 京北

3位決定戦
- 京北 81 - 78 洛南

決勝
- 福岡大学附属大濠 92 - 67 興南

### 女子
1回戦
- 明徳商業 67 - 62 藤蔭
- 札幌静修 66 - 53 浦和西
- 薫英 51 - 35 中島
- 弘前実業 85 - 72 日立女子

- 宇都宮女子商業 54 - 39 浜松南
- 東京成徳短期大学附属 54 - 35 豊科
- 東亜学園 67 - 45 中村学園女子
- 市立広島商業 80 - 75 星城

2回戦
- 明星学園 98 - 55 明徳商業
- 札幌静修 66 - 47 長府
- 薫英 57 - 49 小林
- 甲子園学院 87 - 81 宇都宮女子商業

- 東京成徳短期大学附属 70 - 54 秋田経済法科大学附属
- 東亜学園 78 - 45 済美
- 名古屋短期大学付属 100 - 63 弘前実業
- 昭和学院 119 - 47 市立広島商業

準々決勝
- 明星学園 72 - 52 札幌静修
- 薫英 48 - 41 名古屋短期大学付属
- 甲子園学院 58 - 55 東京成徳短期大学附属
- 昭和学院 94 - 67 東亜学園

準決勝
- 明星学園 60 - 58 薫英
- 昭和学院 83 - 70 甲子園学院

3位決定戦
- 甲子園学院 58 - 41 薫英

決勝
- 昭和学院 56 - 49 明星学園

## 大会ベスト5
男子
- 納富浩二 (福岡大学附属大濠№・2年)
- 田中輝明 (福岡大学附属大濠№・2年)
- 伊佐勉 (興南№・1年)
- 石川昌彦 (京北№・2年)
- 米長真夫 (洛南№・1年)

女子
- 米本昌恵 (昭和学院№・年)
- 村松麻理子 (昭和学院№・1年)
- 紀村容子 (明星学園№・年)
- 大崎智子 (明星学園№・年)
- 山本千恵 (甲子園学院№・年)